# كلوروبنزيلات
الكلوروبينزيلات (بالإنجليزية: Chlorobenzilate)‏ هو مبيد للآفات لا يستخدم حاليًا في الولايات المتحدة أو أوروبا. تم تطويره في الأصل بواسطة سيبا-جايجي (بالإنجليزية: Ciba-Geigy)‏ وتم تقديمه في عام 1952. تم استخدامه كمبيد للقراد ضد العث على أشجار الحمضيات، بما في ذلك أشجار الفاكهة المتساقطة. تم اكتشافه كبقايا على الطماطم الموجودة في الأسواق اليابانية في عام 2005، وهو مبيد حشري غير جهازي يعمل عن طريق الاتصال وكسُمٍّ عصبي فهو يعطل عمل الجهاز العصبي. في الحالة النقية، يكون الكلوروبينزيلات مادة صلبة عديمة اللون إلى أصفر شاحب، ولكن المنتج التجاري سائل بني. إنه قابل للذوبان بشكل طفيف في الماء فقط، ولكنه قابل للامتزاج مع الأسيتون والتولوين والميثانول.

## التسمّم
لا توجد بيانات عن الآثار المسرطنة للكلوروبينزيلات في البشر. ومع ذلك، عندما تم إعطاء الفئران هذه المادة عن طريق الفم، لوحظت آثار مسرطنة. لذلك صنفت وكالة حماية البيئة الأمريكية مادة الكلوروبينزيلات على أنها مادة مسرطنة محتملة للإنسان (المجموعة B2). خلصت الوكالة الدولية لأبحاث السرطان إلى أنه لا توجد معلومات كافية متاحة لتقييم إمكانية الإصابة بالسرطان من مادة الكلوروبينزيلات لدى البشر. الكلوروبينزيلات هو ملوث عضوي ثابت وهو شديد السمية للافقاريات المائية.

## الحظر
بعد أن تم إثبات السرطنة في الفئران، تم حظر استخدام الكلوروبينزيلات في الولايات المتحدة في عام 1979، باستثناء زراعة الحمضيات. بعد عام 1999، تم حظره تمامًا. في الاتحاد الأوروبي، يتم حظر استخدامه حاليًا أيضًا. تنظم اتفاقية روتردام التجارة الدولية في مادة الكلوروبينزيلات.